# Henri Louette
Henri Louette (ur. 6 września 1900 w Rance, zm. 9 lipca 1985 w Pointe-Claire) – belgijski hokeista, olimpijczyk.

## Występy na IO
| Rok  | Igrzyska Olimpijskie | Konkurencja     | Wyniki     |
| 1924 | Chamonix 1924        | hokej na lodzie | 7. miejsce |